# Daniel Radcliffe
Daniel Jacob Radcliffe (Fulham, Londres, 23 de juliol de 1989) és un actor anglès, famós per interpretar el personatge de Harry en la saga de Harry Potter, basada en la novel·la homònima de l'escriptora J. K. Rowling, els llibres de la qual s'han convertit en un gran èxit mundial.

## Biografia
Després d'haver convençut els seus pares que l'hi permetessin, va fer el seu debut en televisió amb la pel·lícula David Copperfield (1999), en el paper principal. Aquí va treballar amb Maggie Smith, actriu amb qui tornaria a trobar-se després a la saga de Harry Potter.
Un parell d'anys després, va aparèixer a la pel·lícula El Sastre de Panamà (2001), com Mark Pendel, el fill de Harry i Louisa Pendel. Durant la filmació, a Anglaterra es duia la recerca del nen que interpretaria a Harry Potter a La pedra filosofal (2001), basada en el primer llibre de la novel·la de l'autora J. K. Rowling. La seva mare es va horroritzar amb la idea dient que mai deixaria que el seu fill formés part d'un projecte tan gran.
Chris Columbus, l'encarregat de dirigir el primer lliurament de Harry Potter, havia vist una cinta de David Copperfield i va sol·licitar al seu director de repartiment una audició al jove actor. Els seus pares es van mostrar poc inclinats a permetre que el seu fill participés en un esgotador procés d'audicions, perquè els preocupava que fos en va i desil·lusionés a Daniel. Així, Radcliffe va perdre la seva primera oportunitat d'obtenir el paper. Però la sort va estar del seu costat una tarda al teatre, on es trobaven el productor David Heyman i el guionista Steve Kloves, que es trobaven treballant en la preproducció de Harry Potter i la pedra filosofal. Heyman coneixia el pare de Radcliffe per negocis i es va presentar al jove en l'intermedi. No deixava de mirar-lo una vegada i una altra, despertant una mica de por en Daniel, com ell mateix recorda amb riure. Heyman va estar distret tota la segona meitat de l'obra, pensant en la seva possible Harry. El següent matí va cridar els seus pares, per a convèncer-los que deixessin participar Radcliffe en les audicions (curiosament, ells també estaven pensant en el mateix). D'aquesta manera, van permetre que el seu fill es reunís amb Heyman i, després d'haver-se assegurat que protegirien el seu fill dels mitjans en cas que li oferissin el paper, van estar d'acord que anés a una audició. Una nit, Daniel va escoltar el seu pare contestar el telèfon: "El meu pare va entrar i em va dir que havia aconseguit el paper de Harry Potter. Vaig plorar, estava tan feliç. Em vaig despertar enmig de la nit, pels volts de la una i mitja, i vaig despertar el meu pare també, només per a assegurar-me que no era un somni. Que jo realment seria Harry Potter" va declarar Daniel.
El repartiment per a Harry Potter i la pedra filosofal va quedar integrat l'agost del 2000 per: Radcliffe com protagonista, Rupert Grint com Ron Weasley i Emma Watson com Hermione Granger. El més important va ser l'aprovació de J. K. Rowling quan va veure una prova de pantalla de Radcliffe, perquè va comentar que va sentir que "era com reunir-se amb un fill perdut per molt temps". La producció de La pedra filosofal va començar el setembre del 2000, despertant un interès mundial inesperat. La pel·lícula es va estrenar a les sales de cinema el 16 de novembre del 2001 sent un èxit taquiller, la qual cosa va fer que el seu protagonista fos conegut arreu del món. L'enregistrament de Harry Potter i la cambra secreta (2002) va començar poc després de l'estrena de la primera pel·lícula i va ser dirigida també per Chris Columbus. Radcliffe va tornar a interpretar a Harry en Harry Potter i el pres d'Azkaban (2004), dirigida pel director mexicà Alfonso Cuarón. Apareix de nou en Harry Potter i el calze de foc (2005), dirigida per Mike Newell, i es troba filmant les escenes per a la cinquena seqüela de la sèrie, Harry Potter i l'Orde del Fènix, la qual es va estrenar el 13 de juliol de 2007.
El 2007 va estrenar una nova versió de l'obra Equus (1973) de Peter Shaffer, que el 1973 va causar gran controvèrsia pel seu nu total en escena. Arran de l'estrena, les crítiques van ser favorables i Radcliffe va aconseguir impressionar fins al major dels escèptics i detractors mostrant gran naturalitat a l'escenari.

## Primers Anys
Radcliffe va néixer a l'oest de Londres, Anglaterra. Ell és l'únic fill d'Alan George Radcliffe, un agent literari, i Marcia Jeannine Gresham (nascuda Marcia Gresham Jacobson), una agent de càsting que va participar en diverses pel·lícules per a la BBC, incloent The Inspector Lynley Mysteries i Walk Away and I Stumble. El seu pare és d'«una classe molt treballadora» d'origen protestant a Banbridge, Comtat de Down, Irlanda del Nord. La seva mare és jueva; va néixer a Sud-àfrica i va créixer a Westcliff-on-Sea, Essex. La seva família havia vingut originalment de Polònia i Rússia. Els pares de Radcliffe, igual que ell, han estat actors quan eren nens.

## Trajectòria

### Cinema
| Any  | Pel·lícula                                       | Personatge          | Notes                                      |
| ---- | ------------------------------------------------ | ------------------- | ------------------------------------------ |
| 2001 | El sastre de Panamà                              | Mark Pendel         | Paper secundari                            |
| 2001 | Harry Potter i la pedra filosofal                | Harry Potter        | Salari:£ 250 mil.                          |
| 2002 | Harry Potter i la cambra secreta                 | Harry Potter        | Salari: $3 milions.                        |
| 2004 | Harry Potter i el pres d'Azkaban                 | Harry Potter        |                                            |
| 2005 | Harry Potter i el calze de foc                   | Harry Potter        | Salari: $11 milions.                       |
| 2007 | Harry Potter i l'Orde del Fènix                  | Harry Potter        | Salari: 14 milions.                        |
| 2007 | December Boys                                    | Maps                | Primera pel·lícula independent de l'actor. |
| 2009 | Harry Potter i el misteri del Príncep            | Harry Potter        |                                            |
| 2010 | Harry Potter i les relíquies de la Mort - Part 1 | Harry Potter        |                                            |
| 2011 | Harry Potter i les relíquies de la Mort - Part 2 | Harry Potter        |                                            |
| 2012 | La dona de negre                                 | Arthur Kipps        |                                            |
| 2013 | Kill your darlings                               | Allen Ginsberg      |                                            |
| 2013 | Horns                                            | Ignatius Perrish    | [ 3 ] [ 4 ]                                |
| 2013 | Amics de més                                     | Wallace             | [ 6 ] [ 7 ]                                |
| 2015 | Trainwreck                                       | The Dog Walker      | Cameo                                      |
| 2015 | Victor Frankenstein                              | Ígor                | [ 10 ]                                     |
| 2016 | Swiss Army Man                                   | Manny               | [ 11 ] [ 12 ]                              |
| 2016 | Ara em veus 2                                    | Walter Mabry        | [ 13 ] [ 14 ]                              |
| 2016 | Imperium                                         | Nate Foster         | [ 15 ] [ 16 ]                              |
| 2017 | Lost in London                                   | Ell mateix          | Cameo                                      |
| 2017 | Jungle                                           | Yossi Ghinsberg     | [ 18 ]                                     |
| 2018 | Beast of Burden                                  | Sean Haggerty       | [ 19 ]                                     |
| 2019 | Playmobil: The Movie                             | Rex Dasher          | Veu                                        |
| 2019 | Guns Akimbo                                      | Miles Lee Harris    | [ 20 ]                                     |
| 2020 | Fuga de Pretòria                                 | Tim Jenkin          |                                            |
| 2022 | The Lost City                                    | Fairfax             | Postproducció                              |
| 2022 | Pinotxo                                          |                     | Postproducció; només productor executiu    |
| TBA  | Weird: The Al Yankovic Story                     | "Weird Al" Yankovic | [ 22 ]                                     |

### Televisió
- David Copperfield (1999)
- Foley and McColl: This Way Up (2005)
- Extras (2006)
- My Boy Jack (2007)

### Teatre
- The Play What I Wrote (2003)
- Equus (2007) (Londres)
- Equus (2008-2009) (Nova York)
- How to Succeed in Business Without Really Trying (2011-2012) Broadway
- Merrily We Roll Along (2023-24) Broadway

## Premis
| Any  | Premi                                                       | Categoria                                                | Pel·lícula / Obra                 | Resultat                                |
| ---- | ----------------------------------------------------------- | -------------------------------------------------------- | --------------------------------- | --------------------------------------- |
| 2008 | Premi del lloc Web Broadway.com                             | Estrella de l'Any                                        |                                   | Guanyador                               |
| 2008 | Saturn Awards                                               | Millor interpretació juvenil                             | Harry Potter i l'Orde del Fènix   | Nominat                                 |
| 2008 | Empire Awards                                               | Millor actor                                             | Harry Potter i l'Orde del Fènix   | Nominat                                 |
| 2008 | MTV Movie Award                                             | Millor petó                                              | Harry Potter i l'Orde del Fènix   | Nominat amb Katie Leung                 |
| 2008 | Theatregoers' Choice Award                                  | Millor actor revelació                                   | Equus                             | Guanyador                               |
| 2007 | National Movie Awards                                       | Millor interpretació masculina                           | Harry Potter i l'Orde del Fènix   | Guanyador                               |
| 2006 | SyFy Portal Genre Awards                                    | Millor actor                                             | Harry Potter i el calze de foc    | Guanyador                               |
| 2006 | Gold Otto Award (Bravo Magazine)                            | Estrella de cinema masculina                             | Harry Potter i el calze de foc    | Guanyador                               |
| 2006 | Critics' Choice Awards                                      | Millor actor juvenil                                     | Harry Potter i el calze de foc    | Nominat                                 |
| 2006 | Saturn Awards                                               | Millor actor juvenil                                     | Harry Potter i el calze de foc    | Nominat                                 |
| 2006 | MTV Movie Awards                                            | Millor hereu Millor conjunt interpretatiu                | Harry Potter i el calze de foc    | Nominat                                 |
| 2005 | SyFy Portal Genre Awards                                    | Millor actor juvenil                                     | Harry Potter i el pres d'Azkaban  | Guanyador                               |
| 2005 | Saturn Awards                                               | Millor interpretació juvenil                             | Harry Potter i el pres d'Azkaban  | Nominat                                 |
| 2005 | Silver Otto Award (Bravo Magazine)                          | Millor actor                                             | Harry Potter i el pres d'Azkaban  | Nominat                                 |
| 2005 | Critics' Choice Awards                                      | Millor actor juvenil                                     | Harry Potter i el pres d'Azkaban  | Nominat                                 |
| 2004 | Nickelodeon Kids' Choice Awards                             | Talent de l'any                                          | Harry Potter i el pres d'Azkaban  | Guanyador                               |
| 2004 | ITV Celebrity Awards                                        | Millor estrella de cinema                                | Harry Potter i el pres d'Azkaban  | Guanyador                               |
| 2003 | American Moviegoer Awards                                   | Millor escena (Lluita contra el basilisc)                | Harry Potter i la cambra secreta  | Nominat                                 |
| 2003 | Silver Otto Award (Bravo Magazine)                          | Millor actor                                             | Harry Potter i la cambra secreta  | Nominat                                 |
| 2003 | SyFy Portal Genre Awards                                    | Millor actor juvenil                                     | Harry Potter i la cambra secreta  | Guanyador                               |
| 2003 | Saturn Awards                                               | Millor interpretació juvenil                             | Harry Potter i la cambra secreta  | Guanyador                               |
| 2003 | Premi Phoenix Film Critics Society                          | Millor repartiment                                       | Harry Potter i la cambra secreta  | Nominat                                 |
| 2003 | Roadshow Cinema Grand Prix Awards                           | Millor actor                                             | Harry Potter i la cambra secreta  | Guanyador                               |
| 2002 | Premi Phoenix Film Critics Society                          | Millor actor nou                                         | Harry Potter i la pedra filosofal | Nominat                                 |
| 2002 | Critics Choice Award                                        | Millor actor juvenil                                     | Harry Potter i la pedra filosofal | Nominat                                 |
| 2002 | Premi Saturn Awards                                         | Millor interpretació juvenil masculina                   | Harry Potter i la pedra filosofal | Nominat                                 |
| 2002 | Premi MTV Movie Awards                                      | Millor interpretació masculina                           | Harry Potter i la pedra filosofal | Nominat                                 |
| 2002 | Sir James Carreras Award (Variety Club Showbusiness Awards) | Revelació                                                | Harry Potter i la pedra filosofal | Guanyador                               |
| 2002 | Empire Awards                                               | Millor debut                                             | Harry Potter i la pedra filosofal | Nominat amb Emma Watson i Rupert Grint) |
| 2002 | Internet Movie Awards                                       | Interpretació excel·lent                                 | Harry Potter i la pedra filosofal | Nominat                                 |
| 2002 | American Moviegoer Award                                    | Millor interpretació                                     | Harry Potter i la pedra filosofal | Nominat                                 |
| 2002 | Premis Young Artist                                         | Millor protagonista juvenil Millor conjunt interpretatiu | Harry Potter i la pedra filosofal | Nominat                                 |
| 2002 | Time for Kids Online Awards                                 | Persona de l'any                                         |                                   | Guanyador                               |
| 2001 | Golden Apple                                                | Revelació masculina juvenil                              | Harry Potter i la pedra filosofal | Guanyador                               |